# 生瀬地区
生瀬地区（なまぜちく）は兵庫県西宮市の北東部にある地区。塩瀬地域（旧塩瀬村）の内の南側約3分の1にあたる。

## 概要
六甲山地の東麓にあたる。地区の大部分が山地であり、南北の山塊の間を太多田川が西から東へ流れ武庫川に合流する。市街は地区の東端部にあたる武庫川沿いに形成されている。武庫川の左岸に青葉台・花の峯・生瀬東町、武庫川の右岸に生瀬町・生瀬武庫川町・宝生ケ丘・生瀬高台が位置している。西は山口町船坂、北は塩瀬町名塩と接する。東と南は宝塚市と接する。
鎌倉時代の1241年（仁治2年）、西山派開祖・証空が浄橋寺を建立したと伝えられる。鎌倉・室町・戦国期を通じてたびたび「生瀬」の地名が文献に登場しており、生瀬が有馬街道（生瀬口）の要所であったことがうかがえる。江戸中期の1711年（正徳元年）に正式な宿駅となる一方で、青野道の宿駅である名塩や小浜とは対立関係にあったという。
1898年（明治31年）に阪鶴鉄道（のちの福知山線）の延伸により終着駅として有馬口駅が開業。翌1988年（明治32年）に三田駅まで延伸されたのちに生瀬駅に改称した。明治期に現在の国道176号にあたる道路が整備され、1924年（大正13年）には名塩と宝塚との間にバスが開通する。
1904年（明治37年）にウィルキンソンタンサン鉱泉宝塚工場が操業開始。宝塚駅からの側線に「惣川駅」が設けられ、鉄路で各地へと炭酸水が輸送された。1990年（平成2年）工場閉鎖、1995年（平成7年）解体。跡地には1997年（平成7年）にマンション「セルヴィオ宝塚」が竣工しており、敷地の一角に「ウィルキン記念館」が設けられている。
また明治期からは砕石業も行われており、伝承伝説のある琴鳴山はその姿を大きく変えてしまっている。

## 年表
- 1889年（明治22年） - 町村制の施行により、名塩村・生瀬村の区域をもって塩瀬村が成立。大字生瀬となる。
- 1898年（明治31年） - 有馬口駅が開業。翌年、生瀬駅に改称。
- 1951年（昭和26年） - 塩瀬村が西宮市に編入。大字塩瀬町生瀬となる。
- 1969年（昭和44年） - 塩瀬町生瀬の一部から塩瀬町青葉台が新設。のちに冠称を外して青葉台となる。
- 時期不明（平成期） - 塩瀬町生瀬の一部から各町丁が新設される。
- 2015年（平成27年） - コミュニティ交通「ぐるっと生瀬」本格運行開始
- 2024年（令和6年） - 国道176号バイパス「名塩道路」の一部である「生瀬トンネル」の供用開始。

## 現行行政地名
現行行政地名と郵便番号は次の通り。丁目は省略した。
- 塩瀬町生瀬   669-1101
- 生瀬町       669-1102
- 生瀬東町     669-1103
- 生瀬武庫川町 669-1104
- 生瀬高台     669-1111
- 宝生ケ丘     669-1112
- 花の峯       669-1121
- 青葉台       669-1122

## 自治会
9自治会（惣川、惣川東、宝生が丘、生瀬高台、花の峯、青葉台、生瀬、セルヴィオ、サーパス）により生瀬地区自治会連絡協議会を構成している。

## 施設

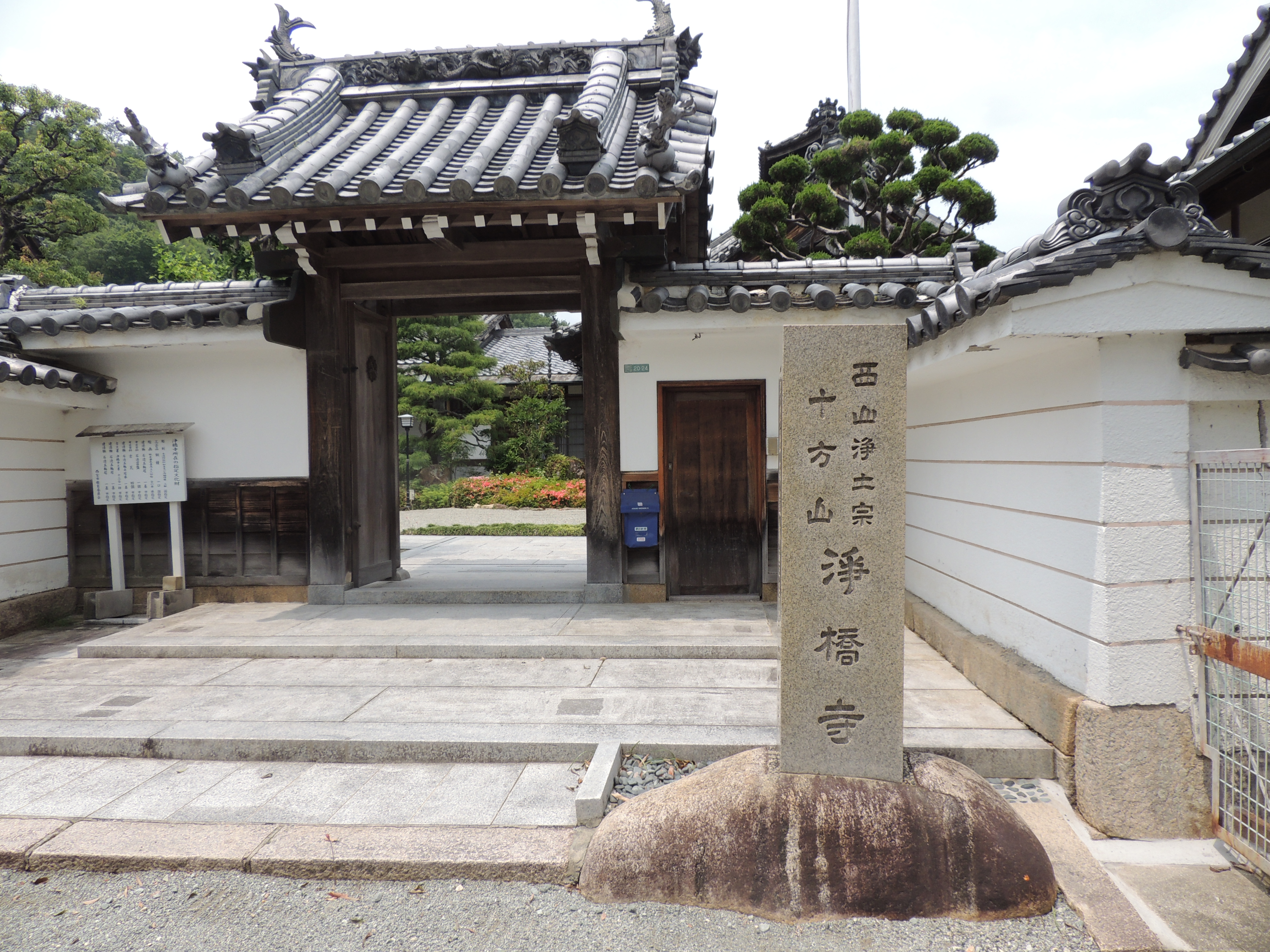
十方山浄橋寺（西宮市生瀬）

生瀬町2丁目に集中している。
- 生瀬市民館
  - 西宮市役所塩瀬支所生瀬分室
- 西宮市立生瀬幼稚園
- 生瀬自治会館
- 西宮警察署生瀬交番
- 浄橋寺
- 生瀬皇太神社

## 通学区
- 西宮市立生瀬小学校（生瀬町2丁目）
- 西宮市立塩瀬中学校（名塩木之元）

## 交通
鉄道
- 生瀬駅 - 西日本旅客鉄道（JR西日本）福知山線（JR宝塚線）

道路
- 中国自動車道 （通過のみ）
- 国道176号（兵庫県道51号と重複区間あり）
- 兵庫県道33号塩瀬宝塚線
- 兵庫県道51号宝塚唐櫃線
- 兵庫県道337号生瀬門戸荘線

バス
- 阪急バス山口営業所 有馬線（宝塚駅 - 西宮名塩駅）・（蓬莱峡経由）
- ぐるっと生瀬 - 生瀬地区コミュニティ交通。阪急タクシーに委託運行[2]